# Oceanapia corticata
Oceanapia corticata är en svampdjursart som först beskrevs av Thomas Whitelegge 1901.  Oceanapia corticata ingår i släktet Oceanapia och familjen Phloeodictyidae. Inga underarter finns listade i Catalogue of Life.